# 함재운
함재운(咸在韻, 1854년~1916년)은 조선 말기의 국악인이다. 자 치관(致寬)이며, 호 겸와(謙窩), 본관은 양근이다

## 생애
어려서 강인식으로부터 거문고를 배웠으며, 아버지 함제홍의 재질을 이어받아 거문고의 대가로서 이름을 떨쳤다. 구 한문보를 현행 음조로 번역하는 한편, 악기조성소 감동을 지냈으며 참서관으로 평양 풍경궁에 있었다. 근대 아악의 정통을 이어받은 악리학자, 음악 행정가·연주가로 유명하다. 이왕직 아악부의 수장인 제2세 아악사장을 역임하였다가 사망하였다.

## 가계
아들은 8 ·15광복 후 초대 국악원장을 지낸 화진(和鎭)이다.